# Luciana Boiteux
Luciana Boiteux de Figueiredo Rodrigues (Rio de Janeiro, 20 de novembro de 1972) é uma advogada, professora de Direito Penal e Criminologia da UFRJ, pesquisadora, feminista, ativista dos direitos humanos e filiada ao Partido Socialismo e Liberdade (PSOL). Atualmente exerce mandato de vereadora na cidade do Rio de Janeiro. 

## Biografia
Formada em Direito pela Universidade do Estado do Rio de Janeiro (UERJ), tem especialização em Direito Penal Econômico pela Faculdade de Direito da Universidade de Coimbra e em Direito Penal Internacional e Cooperação Penal Internacional, ambas pela Instituto Superiore Internazionale Di Scienze Criminale, na Itália. Mestre em Direito da Cidade pela UERJ, defendeu a dissertação O panoptico revertido: história da prisão e a visão do preso no Brasil. Pela Universidade de São Paulo se tornou doutora em Direito Penal com a tese Controle penal sobre as drogas ilícitas: o impacto do proibicionismo sobre o sistema penal e a sociedade. Vem formulando pesquisas nas áreas de Gênero e Encarceramento, Política de Drogas e Sistema socioeducativo, e o impacto das Leis de Drogas no Sistema Penitenciário e nas minorias. No debate sobre a legalização da cannabis, é referência acadêmica na discussão.   É a advogada que assiste o PSOL na ADPF 442, que pretende a descriminalização do aborto até a décima segunda semana de gestação.
Em 2016 ingressou no Partido Socialismo e Liberdade (PSOL) e foi companheira de chapa de Marcelo Freixo à Prefeitura do Rio. A coligação formada pelo PSOL e pelo Partido Comunista Brasileiro (PCB), no primeiro turno, alcançou 553.424 votos (18,26% do total), credenciando-se assim a ir ao segundo turno daquelas eleições. No segundo turno, conquistaram 1.163.662 votos, 40,64% do total, sendo vencidos por Marcelo Crivella (PRB). Nas eleições de 2018, foi candidata pelo PSOL a deputada federal, recebeu 15.839 votos, ficando com a segunda suplência da coligação.  Em 2020, foi candidata a vereadora na cidade do Rio, recebeu 8.909 votos, ficando como primeira suplente do PSOL. Assumiu o mandato de vereadora em fevereiro de 2023 com a posse de Tarcísio Motta como deputado federal.